# مجلس الوزراء القطري 2020
مجلس الوزراء القطري 2020 أو الحكومة القطرية التاسعة، تشكلت الحكومة في يوم الثلاثاء 28 يناير 2020 وفقاً للأمر الأميري رقم 3 لسنة 2023 الذي أصدره الشيخ تميم بن حمد آل ثاني أمير دولة قطر وذلك بعد أن أصدر في نفس اليوم أمراً أميرياً بتعين الشيخ خالد بن خليفة بن عبدالعزيز آل ثاني رئيساً لمجلس الوزراء بعد أستقالة رئيس مجلس الوزراء الشيخ عبدالله بن ناصر آل ثاني.  

## أعضاء مجلس الوزراء

### التشكيل الوزاري منذ 19 أكتوبر 2021 حتى الآن
| الاسم                                                                | المنصب                                          |
| -------------------------------------------------------------------- | ----------------------------------------------- |
| الشيخ خالد بن خليفة بن عبدالعزيز آل ثاني                             | رئيس مجلس الوزراء وزیر الداخلیة                 |
| الدكتور خالد بن محمد العطية                                          | نائب رئيس مجلس الوزراء وزير الدولة لشؤون الدفاع |
| الشيخ محمد بن عبدالرحمن آل ثاني                                      | نائب رئيس مجلس الوزراء وزير الخارجية            |
| علي بن أحمد الكواري                                                  | وزير المالية                                    |
| جاسم بن سيف السليطي                                                  | وزير المواصلات                                  |
| صلاح بن غانم العلي                                                   | وزير الرياضة والشباب                            |
| الدكتورة حنان بنت محمد الكواري                                       | وزيرة الصحة العامة                              |
| الدكتور عبدالله بن عبدالعزيز السبيعي                                 | وزير البلدية                                    |
| سعد بن شريده الكعبي                                                  | وزير الدولة لشؤون الطاقة                        |
| غانم بن شاهين الغانم                                                 | وزير الأوقاف والشؤون الإسلامية                  |
| الشيخ محمد بن حمد بن قاسم العبدالله آل ثاني                          | وزير التجارة والصناعة                           |
| بثينة بنت علي النعيمي                                                | وزيرة التربية والتعليم والتعليم العالي          |
| الشيخ عبدالرحمن بن حمد بن جاسم بن حمد آل ثاني                        | وزير الثقافة                                    |
| مسعود بن محمد العامري                                                | وزير العدل                                      |
| الشيخ الدكتور فالح بن ناصر بن أحمد بن علي آل ثاني                    | وزير البيئة والتغير المناخي                     |
| الدكتور علي بن صميخ المري                                            | وزير العمل                                      |
| محمد بن علي المناعي                                                  | وزير الاتصالات وتكنولوجيا المعلومات             |
| مريم بنت علي المسند                                                  | وزيرة التنمية الاجتماعية والأسرة                |
| محمد بن عبدالله السليطي                                              | وزير الدولة لشؤون مجلس الوزراء                  |
| في 19 أكتوبر 2021 صدر أمر أميري بتعديل وزاري شمل عدد كبير من الوزراء |                                                 |

### التشكيل الوزاري خلال الفترة 17 يونيو 2021 حتى 19 أكتوبر 2021
| الاسم | المنصب                                                       |
| --- | ------------------------------------------------------------ |
| الشيخ خالد بن خليفة بن عبدالعزيز آل ثاني | رئيس مجلس الوزراء وزیر الداخلیة                              |
| الدكتور خالد بن محمد العطية | نائب رئيس مجلس الوزراء وزير الدولة لشؤون الدفاع              |
| الشيخ محمد بن عبدالرحمن آل ثاني | نائب رئيس مجلس الوزراء وزير الخارجية                         |
| غيث بن مبارك الكواري | وزير الأوقاف والشؤون الإسلامية                               |
| صلاح بن غانم العلي | وزير الثقافة الرياضة                                         |
| محمد بن عبدالواحد الحامدي | وزيرة التربية والتعليم والتعليم العالي                       |
| جاسم بن سيف السليطي | وزير المواصلات والإتصالات                                    |
| الدكتورة حنان بنت محمد الكواري | وزيرة الصحة العامة                                           |
| عبدالله بن عبدالعزيز السبيعي | وزير البلدية والبيئة وزير الدولة لشؤون مجلس الوزراء بالوكالة |
| سعد بن شريده الكعبي | وزير الدولة لشؤون الطاقة                                     |
| علي بن أحمد الكواري | وزير التجارة والصناعة وزير المالية بالوكالة                  |
| يوسف بن أحمد العثمان فخرو | وزير التنمية الإدارية والعمل والشؤون الإجتماعية              |
| سعد بن شريدة الكعبي | وزير الدولة لشؤون الطاقة                                     |
| مسعود بن محمد العامري | وزير العدل                                                   |
| في 17 يونيو 2021 صدر أمر أميري بتعين مسعود بن محمد العامري وزيراً للعدل وتكليف عبدالله بن عبدالعزيز السبيعي وزير البلدية والبيئة القيام بأعمال وزير الدولة لشؤون مجلس الوزراء |                                                              |

### التشكيل الوزاري خلال الفترة 5 مايو 2021 حتى 17 يونيو 2021
| الاسم | المنصب                                             |
| --- | -------------------------------------------------- |
| الشيخ خالد بن خليفة بن عبدالعزيز آل ثاني | رئيس مجلس الوزراء وزیر الداخلیة                    |
| الدكتور خالد بن محمد العطية | نائب رئيس مجلس الوزراء وزير الدولة لشؤون الدفاع    |
| الشيخ محمد بن عبدالرحمن آل ثاني | نائب رئيس مجلس الوزراء وزير الخارجية               |
| غيث بن مبارك الكواري | وزير الأوقاف والشؤون الإسلامية                     |
| صلاح بن غانم العلي | وزير الثقافة الرياضة                               |
| عيسى بن سعد النعيمي | وزير العدل وزير الدولة لشؤون مجلس الوزراء بالوكالة |
| محمد بن عبدالواحد الحامدي | وزيرة التربية والتعليم والتعليم العالي             |
| جاسم بن سيف السليطي | وزير المواصلات والإتصالات                          |
| الدكتورة حنان بنت محمد الكواري | وزيرة الصحة العامة                                 |
| عبدالله بن عبدالعزيز السبيعي | وزير البلدية والبيئة                               |
| سعد بن شريده الكعبي | وزير الدولة لشؤون الطاقة                           |
| علي بن أحمد الكواري | وزير التجارة والصناعة وزير المالية بالوكالة        |
| يوسف بن أحمد العثمان فخرو | وزير التنمية الإدارية والعمل والشؤون الإجتماعية    |
| سعد بن شريدة الكعبي | وزير الدولة لشؤون الطاقة                           |
| في 5 مايو 2021 صدر أمر أميري بإعفاء علي بن شريف العمادي وزير المالية من منصبه وتكليف علي بن أحمد الكواري وزير التجارة والصناعة القيام بأعمال وزير المالية |                                                    |

### التشكيل الوزاري خلال الفترة 28 يناير 2020 حتى 5 مايو 2021
| الاسم                                    | المنصب                                             |
| ---------------------------------------- | -------------------------------------------------- |
| الشيخ خالد بن خليفة بن عبدالعزيز آل ثاني | رئيس مجلس الوزراء وزیر الداخلیة                    |
| الدكتور خالد بن محمد العطية              | نائب رئيس مجلس الوزراء وزير الدولة لشؤون الدفاع    |
| الشيخ محمد بن عبدالرحمن آل ثاني          | نائب رئيس مجلس الوزراء وزير الخارجية               |
| علي بن شريف العمادي                      | وزير المالية                                       |
| غيث بن مبارك الكواري                     | وزير الأوقاف والشؤون الإسلامية                     |
| صلاح بن غانم العلي                       | وزير الثقافة الرياضة                               |
| عيسى بن سعد النعيمي                      | وزير العدل وزير الدولة لشؤون مجلس الوزراء بالوكالة |
| محمد بن عبدالواحد الحامدي                | وزيرة التربية والتعليم والتعليم العالي             |
| جاسم بن سيف السليطي                      | وزير المواصلات والإتصالات                          |
| الدكتورة حنان بنت محمد الكواري           | وزيرة الصحة العامة                                 |
| عبدالله بن عبدالعزيز السبيعي             | وزير البلدية والبيئة                               |
| سعد بن شريده الكعبي                      | وزير الدولة لشؤون الطاقة                           |
| علي بن أحمد الكواري                      | وزير التجارة والصناعة                              |
| يوسف بن أحمد العثمان فخرو                | وزير التنمية الإدارية والعمل والشؤون الإجتماعية    |
| سعد بن شريدة الكعبي                      | وزير الدولة لشؤون الطاقة                           |